# Tier list
Uma tier list é uma lista de personagens jogáveis ou outros elementos de um jogo eletrônico, ranqueado subjetivamente por sua respectiva viabilidade em um alto nível em jogos competitivos. Personagens listados em um alto nível em uma tier list de um jogo eletrônico específico são considerados personagens com um maior poder em relação a personagens em níveis mais baixos, e são portanto mais prováveis de serem utilizados durante competições. Tier lists são populares em jogos de luta como Street Fighter e a franquia Super Smash Bros., além de jogos MOBA como os títulos League of Legends e Dota 2, e jogos de tiro de super heróis como Overwatch e Paladins.
Tier lists tem sido usadas para ranquear elementos de outros assuntos a parte além de jogos eletrônicos, como filmes, times esportivos, logotipos, pessoas e até mesmo animais.

## Metodologia
Quando um jogo competitivo é atualizado, uma questão que surge é como as mudanças no jogo afetarão a tier list. Mesmo quando nenhuma mudança de equilíbrio realmente ocorreu, a inclusão de novos personagens ou novos sistemas pode afetar as listas de níveis. Em jogos de luta, a força de um personagem é sempre mantida em relação à de outros personagens, o que significa que algo que é forte em um jogo de luta não precisa necessariamente ser forte em outro. O metagame pode mudar com o tempo conforme as estratégias dominantes são derrubadas usando personagens menos populares.
As tier rankings podem ser listadas usando classificações de letras. A comunidade competitiva em torno de Guilty Gear Xrd, por exemplo, classifica os personagens como 'S', 'S-', 'A +' e 'A', onde 'níveis S' são particularmente poderosos e 'níveis A' menos. Os principais sites de notícias de videogames, como The Daily Dot e Kotaku, podem publicar suas próprias tier lists de jogos populares. O nível 'S' pode significar "Soberbo" ou "Super" e pode se originar de notas acadêmicas no Japão.
Para um jogo como Super Smash Bros. Melee, que foi lançado em 2001 e não foi atualizado desde então, mas ainda é popular em configurações de torneios, personagens originalmente dominados permanecem assim, devido à sua incapacidade de receber atualizações de equilíbrio de personagem. Versões diferentes do jogo também podem ter tier lists diferentes. O site Smashboards baseia suas listas anuais para a série Super Smash Bros. nos resultados das pesquisas.

## Impacto
Escrevendo para o Kotaku, Maddy Myers notou que personagens que são considerados de nível baixo têm uma vantagem sobre personagens de nível superior, já que os jogadores têm menos experiência em lidar com personagens de nível baixo e muitas vezes os subestimam. Myers afirmou que "o elemento surpresa só pode levar você até certo ponto, mas ainda é um ativo inegável. E um que o terço inferior de cada lista de níveis desfruta." Personagens já populares também podem subir nas tier lists porque jogadores de alto nível estabelecem e repetem seus combos e técnicas. Myers também notou que as listas de níveis são menos úteis em jogos baseados em equipe, porque os papéis dos personagens e a composição da equipe introduzem um conjunto complexo de variáveis.